# 1933年坦皮科飓风
1933年坦皮科飓风（英語：1933 Tampico hurricane）是1933年大西洋飓风季两场五级飓风中的第二场，于9月16日在小安的列斯群岛附近成型，然后在穿越加勒比海期间缓慢增强。9月19日达到飓风标准后，气旋的强化速度在经过牙买加南侧期间加快，于两天后达到最高强度，风力时速估计达260公里。风暴减弱后登陆尤卡坦半岛，导致多幢房屋被毁。风暴期间，尤卡坦州普罗格雷索近海有一人遇难。
飓风在陆地上空减弱成热带风暴，但在进入墨西哥湾后又略有强化。9月25日，气旋以风力时速约180公里强度从坦皮科以南不远处登陆，然后在陆地上空快速消散。坦皮科受灾最为严重，损失数额约有500万美元，还有上百人遇难。全城约75%的房屋受损，50%的屋顶受创严重。灾情促使当地实行戒严和宵禁。

## 气象历史
1933年9月中旬，一股热带扰动向西经过热带大西洋，估计于9月16日在多巴哥东北偏东方向约300公里海域发展成热带低气压。气旋向西北偏西经过小安的列斯群岛，从格林纳达以南仅22公里近海掠过，但由于强度太弱，岛上所测东风时速仅有19公里。进入加勒比海后，低气压增强成热带风暴，再于次日成为飓风。9月20日，风暴从牙买加南侧经过，并在此期间快速强化。协调世界时9月21日凌晨0点，有船只在进入飓风风眼内后测得929毫巴（百帕，27.4英寸汞柱）气压。表明气旋风速为每小时246公里，但该船的观测数据也说明风暴规模异常之小，最大风速半径仅有13公里，所以气象机构估计飓风的最大持续风速为每小时260公里，在现代萨菲尔-辛普森飓风等级下已达五级标准。
达到最高强度后，飓风继续向西北移动，于9月11日从科苏梅尔岛以南约80公里洋面经过，然后登陆尤卡坦半岛。风暴登陆时的强度已不可考，2012年的大西洋飓风再分析结果表明气旋此时有可能还有五级强度，但当地气象观测数据无法确认这项结论。气象机构在当年的实际操作中估计飓风是以风速每小时165公里强度登陆。2012年的再分析最终决定将登陆风速折衷计为每小时230公里。风暴在穿越尤卡坦半岛期间急剧减弱，于9月23日以风力时速105公里强度进入墨西哥湾。气旋很快又重新增强成飓风，同时朝墨西哥东北沿海地区前进。9月25日凌晨0点左右，风暴以持续风速每小时180公里强度从坦皮科以南不远处登陆，这项强度是根据船只在风眼中所测的960毫巴（百帕，28英寸汞柱）气压值推算得出。不到12小时后，飓风就在陆地上空完全消散。

## 影响
经过牙买加南侧期间，飓风令京斯敦海潮高涨。风暴产生暴雨，对该岛大部分地区产生影响，当地交通受到扰乱，还发生泥石流灾害。尤卡坦半岛近海的科苏梅尔岛测得时速122公里东南风，岛上有一个渔业码头和多幢房屋被毁。风暴经过尤卡坦半岛期间，普罗格雷索（Progreso）测得时速89公里的东风。普罗格雷索近海有一艘船因风暴倾覆，导致一人遇难。
飓风从坦皮科以南不远处登陆前，该市及周边地区居民就因暴雨的威胁开始疏散，当地仅十天前才经受过另一场飓风摧残。有船只在坦皮科附近测得每小时130公里风速，市内一家气象局测得时速85公里大风。狂风导致输电线缆中断，全城半数房屋的屋顶不是被吹飞便是严重受损。飓风引发强烈的风暴潮，将许多人从家中冲走，另有多艘驳船被洪水冲走。风暴过后，港口内到处都是各种垃圾，无法立即通航，城内部分地区的洪水有4.6米深。据报导，坦皮科的受灾面积达75%，大部分受损的房屋建筑质量欠佳，还有一所大型医院毁于一旦，导致87人丧生。城内多条道路封闭，河上禁止划艇通行。铁路也受到影响，致使救灾物资不能顺利送抵灾区。飓风还导致帕努科河与塔梅西河沿线水位上涨，之后连续数日都没有回落到洪水水位以下。坦皮科西侧的卡德纳斯全城都被洪水淹没，导致20人死亡，200人受伤。韦拉克鲁斯州的帕努科（Pánuco）约有5000人无家可归。圣路易斯波托西州因水坝坍塌致使30人遇难。蒙特雷降下暴雨，导致河流泛滥成灾。风暴受灾范围一直延伸到墨西哥西海岸。全国多地的空中交通受阻，多条铁道被冲毁，有三辆列车不知所踪。
起初有新闻报导称气旋导致多达5000人丧生，是“墨西哥近代最大的灾难”。风暴消散两天后，死亡人数大幅下调至54，另有850人受伤，可能有数千人被埋。搜救工作组在坦皮科的废墟中寻找幸存者和受害者。1997年，美国国家飓风中心将这场风暴的致死人数列为184至200 ，估计损失数额为500万美元。
风暴过去后，食品和医疗物资迅速耗尽。各地医务工作员在风暴消散后赶赴坦皮科，还有火车运来食品和水。蒙特雷发往坦皮科的一辆火车载有食品、药品和协助重建的军人，但因洪水泛滥而无法抵达目的地。军方动用飞机运送援助物资。坦皮科在风暴过后戒严，并从每晚19点开始宵禁。没有受伤的居民协助清理道路，墨西哥总统阿韦拉多·罗德里格斯（Abelardo L. Rodríguez）要求各州州长向灾民提供援助，向墨西哥银行提供资金。气旋过去后，坦皮科的许多市民都挤在那些依然屹立的建筑中生活。